# Campagna del Gabon
La battaglia del Gabon (o anche battaglia di Libreville, o campagna del Gabon) è stato un episodio della Campagna dell'Africa occidentale della seconda guerra mondiale. A seguito della battaglia, le forze di France libre del generale Charles de Gaulle riuscirono a ottenere il controllo dell'Africa Equatoriale Francese sottraendola all'influenza delle forze fedeli al governo collaborazionista di Vichy.

## Contesto
L'8 ottobre 1940 il generale de Gaulle arrivò a Douala (nell'attuale Camerun) al fine di dare attuazione al piano di “liberazione” dell'intera Africa Equatoriale Francese (che comprendeva gli attuali Stati di Camerun, Gabon, Ciad, Repubblica del Congo e Repubblica Centrafricana).
Lo scopo di de Gaulle era di utilizzare quest'area come base per lanciare un successivo attacco contro la Libia italiana.
Il 12 ottobre de Gaulle diede il via all'operazione ed il 27 ottobre le forze di France Libre occuparono la città di Mitzic, in Gabon. Qualche giorno dopo, il 5 novembre, anche la base di Lambaréné capitolò e passo sotto il controllo delle forze anti-Vichy.
Lo stesso giorno il grosso delle forze di France Libre, rimaste a Douala, partì sotto il comando del generale Philippe Leclerc de Hauteclocque e del generale Marie-Pierre Kœnig verso Libreville.

## La battaglia
L'8 novembre 1940 la nave britannica HMS Milford affondò il sottomarino francese di classe Redoutable Poncelet facilitando lo sbarco delle forze di Kœnig a Pointe La Mondah.
Il 9 novembre l'aeroporto di Libreville venne bombardato mentre via mare la Savorgnan de Brazza attaccava la flotta di Vichy, affondando la nave sorella, la Bougainville.
Il 12 novembre le forze di Vichy capitolarono a Port Gentil ed il governatore di Libreville si suicidò.